# Konrad Wrzos
Konrad Bronisław Wrzos, właśc. Konrad Rosenberg (ur. 28 kwietnia 1905, zm. 24 września 1974 w Rio de Janeiro) – polski dziennikarz i reportażysta okresu dwudziestolecia międzywojennego.

## Życiorys
Urodził się 28 kwietnia 1905 roku w rodzinie Gustawa i Stanisławy Rosenbergów. Jego ojciec był właścicielem cukierni w Warszawie, pełnił także funkcję sędziego handlowego. Konrad Rosenberg uczęszczał do gimnazjum Zgromadzenia Kupców, jednak edukację zakończył szybko, prawdopodobnie nie uzyskał matury.
W 1923 roku rozpoczął pracę w redakcji socjalistycznego pisma „Robotnik”, u redaktora naczelnego Feliksa Perla. W tym okresie zaczął posługiwać się pseudonimem Konrad Wrzos. Następnie, po części ze względu na konkurencję w osobie bardziej doświadczonego Bernarda Szapiry, Wrzos przeniósł się do redakcji liberalnego „Kuriera Polskiego”, w której pracował niecałe trzy lata. Wkrótce po rozpoczęciu współpracy zaczął prowadzić dla pisma kronikę polityczną. Jego mentorami zostali redaktor naczelny Ignacy Rosner oraz Witold Giełżyński. Gdy w 1926 roku „Kurier Polski” – pismo o piłsudczykowskich inklinacjach – miał przejść w ręce nowych właścicieli z obozu gen. Władysława Sikorskiego, Wrzos wraz z piętnastoma dziennikarzami przeniósł się do nowo powstałego „Nowego Kuriera Polskiego”. Na jego łamach ukazał się m.in. propagandowy wywiad Wrzosa przeprowadzony z Józefem Piłsudskim na dwa tygodnie przed przewrotem majowym. Podczas zamachu Wrzos wspierał Wojciecha Stpiczyńskiego, który zajmował się kontaktem z prasą w imieniu obozu Piłsudskiego.

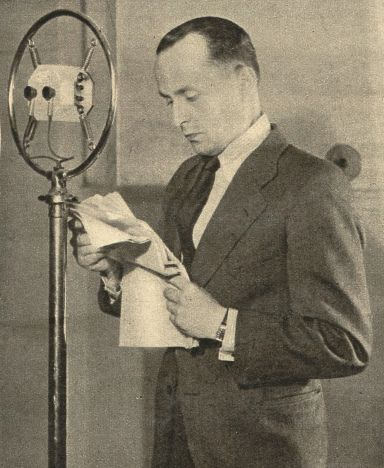
Konrad Wrzos

„Nowy Kurier Polski” przestał ukazywać się już pod koniec 1926 roku, a Wrzos związał się do 1929 roku z redakcją jego następcy, magazynem „Epoka” Zjednoczenia Pracy Wsi i Miast. Pokrótce współpracował z „Gazetą Polską”, pisał także dla tygodnika „Epoka” i „Nowej Epoki”. W latach 1929–1939 pracował dla „Ilustrowanego Kuriera Codziennego”, gdzie z początku zajmował się polityką krajową. Był jedynym dziennikarzem, któremu udało się dotrzeć do więźniów brzeskich. Z czasem został kierownikiem warszawskiego oddziału gazety, a także zaczął podróżować w kraju i za granicą, tworząc wywiady, sprawozdania z konferencji i reportaże. Jego artykuły ukazywały się zwykle na pierwszej stronie dziennika, a sam Wrzos został jednym z trzech najlepiej opłacanych dziennikarzy w kraju, zarabiając 4,5 tys. złotych – więcej, niż redaktor naczelny Ludwik Rubel.
W pierwszej połowie 1933 roku, w czasach wielkiego kryzysu, intensywnie podróżował po Polsce, prowadząc wywiady i obserwując warunki życia ludzi z różnych warstw społecznych. Swoje obserwacje i próby zrozumienia źródeł kryzysu opisał w książce Oko w oko z kryzysem, wydanej tego samego roku przez Ferdynanda Hoesicka. Publikacja doczekała się pozytywnych recenzji, a samemu autorowi przyniosła popularność. Została również jedyną książką z dorobku Wrzosa, której fragmenty publikowano także po wojnie. Niecały rok później ukazała się kolejna książka Wrzosa o tytule Kiedy znowu wojna, która opisywała jego podróż do krajów sąsiadujących z Niemcami. Reporter przeprowadził rozmowy tak ze zwykłymi mieszkańcami, jak i głowami państw (m.in. z Tomášem Masarykiem i Engelbertem Dollfußem), pytając ich o możliwość wybuchu wojny. Politycy wypowiadali się z przekonaniem o pokoju, jednak w niższych warstwach społeczeństwa odczuwano niepokój. Publikacja ukazała się w całości po czesku i francusku, a we fragmentach także w Nowym Jorku, Barcelonie, Kopenhadze, Rydze i Sofii.
W połowie lat 30. Wrzosowi proponowano stanowisko korespondenta „Gazety Polskiej” i Polskiej Agencji Telegraficznej w Stanach Zjednoczonych, jednak Wrzos pozostał w „Ilustrowanym Kurierze Codziennym”. W kolejnych reportażach opisał sytuację polityczną na Bałkanach (Wulkany Europy, 1935) i w Grecji (Rewolucja w Grecji, 1935). Przypadkiem znalazł się w Atenach przed wybuchem zamachu stanu, dzięki czemu opisał przebieg i stłumienie rewolucji. Jego teksty dotyczące sytuacji w Grecji ukazywały się na łamach francuskiego dziennika „L'Intransigeant”, z którym Wrzos później nawiązał stałą współpracę w roli korespondenta w Europie Wschodniej. W następnych latach ukazały się jego reportaże z podróży do Brazylii i Argentyny, podczas których poznał warunki życia lokalnej Polonii, a także reportaże z Francji. Z kolei podczas podróży do Stanów Zjednoczonych, którą odbył na przełomie 1938 i 1939 roku, przygotował materiał do książki Listy z Ameryki Roosvelta. W Stanach okazjonalnie publikował na łamach lokalnej prasy, prowadził także gościnne odczyty na Uniwersytecie Columbia.
Latem 1939 roku spędził kilka miesięcy w Paryżu, skąd wysyłał do warszawskiej redakcji alarmujące artykuły na temat nieuchronności wojny, a także przeprowadził wywiad z gen. Maurice Gamelinem, po którym opublikował tekst „Paryż przewiduje «la grande alerte» numer dwa z końcem sierpnia”. Pomimo kontraktu, który zobowiązywał go do dłuższego pobytu w Paryżu, powrócił do Polski na początku sierpnia. Pod koniec sierpnia, za zaproszenie dyrektora francuskiego Radio Cité powrócił na parę dni do Francji, by wygłosić reportaż na temat nastrojów w Polsce, jednak 30 sierpnia podjął decyzję o powrocie do kraju. Wybuch wojny zastał go w Mediolanie. W kraju Józef Beck namawiał go do ponownego wyjazdu, by Wrzos opisywał w prasie zagranicznej doświadczenia Polski. Dziennikarz opuścił kraj w połowie września, wyjeżdżając przez Rumunię do Francji. Na miejscu publikował opisy wojny na łamach „L'Intransigeant”, w którym ukazały się m.in. zdjęcia zbombardowanego Krzemieńca zdobyte przez Wrzosa od ambasadora amerykańskiego. Dzięki agencji prasowej „Corporation", wojenne artykuły Wrzosa ukazały się także w innej prasie międzynarodowej.
Po pobycie w Lizbonie, gdzie współpracował z polską i brytyjską służbą wywiadowczą, w 1942 roku wyjechał na stałe do Brazylii, gdzie w Rio de Janeiro objął kierownictwo lokalnej podplacówki Samodzielnej Ekspozytury Wywiadowczej „Estezet” Oddziału II Sztabu Naczelnego Wodza, oficjalnie zatrudnionego w charakterze kierownika Alianckiej Agencji Prasowej. Na miejscu uzyskał obywatelstwo brytyjskie. Po wojnie porzucił dziennikarstwo i utrzymywał się z pracy dla międzynarodowych koncernów, m.in. firmy Mercedes i Bank of London and South America . Pochowany na cmentarzu Gamboa w Rio de Janeiro.
Reportaż Wrzosa opisujący wielki kryzys ukazał się w Antologii polskiego reportażu XX wieku (2014) pod redakcją Mariusza Szczygła.

## Twórczość
- Oko w oko z kryzysem, Księgarnia F. Hoesicka 1933[9], PIW 1985
- Kiedy znowu wojna, Gebethner i Wolff 1934[12]
- Wulkany Europy, Towarzystwo Wydawnicze „Rój” 1935[10]
- Rewolucja w Grecji, Towarzystwo Wydawnicze „Rój” 1935[21]
- Piłsudski i piłsudczycy, Główna Księgarnia Wojskowa 1936[22] – wywiady z politykami obozu Piłsudskiego[23]
- Yerba mate, Towarzystwo Wydawnicze „Rój” 1937[24]
- Francja dzisiejsza, Księgarnia F. Hoesicka 1938[25]
- 11 głów narodów i armii, Towarzystwo Wydawnicze „Rój” 1938[25] – wywiady[10]
- Pułkownik Józef Beck, Gebethner i Wolff 1938[25]
- Listy z Ameryki Roosvelta, Księgarnia F. Hoesicka 1939[25]
- Brazilian Information Handbook, Correio da Manhã Rio de Janeiro 1956, 1958
- Juscelino Kubitschek : Estados Unidos – Europa, Rio de Janeiro J. Olympio 1960[26]

## Ordery i odznaczenia
- Złoty Krzyż Zasługi z Mieczami[17]
- Medal Wojska[17]
- Złoty Krzyż Zasługi[27]
- Krzyż Komandorski Orderu Korony Rumunii (Rumunia)[27]
- Krzyż Komandorski Orderu Korony Włoch (Włochy)[27]
- Krzyż Kawalerski Orderu Legii Honorowej (Francja)[27]
- Krzyż Orderu Zasługi (Węgry)[27]
- Order Krzyża Południa (Brazylia)[17]
- Order Rio Branco (Brazylia)[17]
- Medal Wojny 1939–1945 (Wielka Brytania)[17]